# Marina dispansa
Marina dispansa är en ärtväxtart som först beskrevs av Per Axel Rydberg, och fick sitt nu gällande namn av Rupert Charles Barneby. Marina dispansa ingår i släktet Marina och familjen ärtväxter. Inga underarter finns listade i Catalogue of Life.